# Зеда-Гора
Зеда-Гора (груз. ზედა გორა) — село в Грузии, на территории Ванского муниципалитета края (мхаре) Имеретия.

## География
Село находится в западной части Грузии, в долине реки Переты, на расстоянии приблизительно 12 километров (по прямой) к востоку от города Вани, административного центра муниципалитета. Абсолютная высота — 244 метра над уровнем моря.

## Население
По результатам официальной переписи населения 2014 года, в Зеда-Горе проживало 399 человек (193 мужчины и 206 женщин). В национальной структуре населения грузины составляли 100 %.
| Год  | Население, человек |
| ---- | ------------------ |
| 2002 | 528                |
| 2014 | ↘ 399              |